# Jan Borawski
Jan (Józef) Borawski (Borowski) herbu Bończa (zm. w 1769 roku) – wojski żydaczowski w 1769 roku, miecznik żydaczowski w latach 1764-1769, sędzia kapturowy powiatu żydaczowskiego w 1764 roku.